# Agapostemon krugii
Agapostemon krugii là một loài Hymenoptera trong họ Halictidae. Loài này được Wolcott mô tả khoa học năm 1936.